# Tortell Poltrona
Jaume Mateu Bullich más conocido como Tortell Poltrona, (Barcelona, 7 de abril de 1955) es un payaso español, reconocido por ser el cofundador de Payasos sin Fronteras y el creador del circo estable Circ Cric. Es considerado un referente europeo de la renovación del payaso. Recibió el Premio Nacional de Circo de Cataluña en 2005, el Premio Nacional de Circo de España en 2013, la Medalla de Oro al mérito en las Bellas Artes en 2018, y la Creu de Sant Jordi en 2022.

## Trayectoria
Profesor industrial en electrónica y mecánica, estudió Sociología y Economía Política en el Instituto Católico de Estudios Sociales de Barcelona. Debutó como cantante cómico de la Gran Orquesta Veracruz en 1974, luego se dedicó al mundo del circo y al arte del payaso, practicando y revalorizando la profesión, investigando los valores escénicos y sociales de la figura del payaso.
Estrenó su carrera artística con Claret Papiol, formando la pareja de payasos Germans Poltrona. Desde 1975 ha realizado miles de actuaciones dentro y fuera de España, y desde 1978 participa en festivales internacionales de teatro de Europa y América. En el escenario, ha trabajado con ilustres payasos como Charlie Rivel, Oleg Popov o Jango Edwards, y ante artistas como Joan Miró o Joan Brossa. También ha producido, dirigido y participado en diferentes series de televisión como Els Pallassos, Poltrona Express o Frekuencia Pirata, tanto para RTVE como para TV3.
Fundó en Montseny el circo estable Circ Cric en 1981. Es también el director y fundador del Centre de Recerca de les Arts del Circ (CRAC) con sede estable en San Esteban de Palautordera desde 1995. Además, fundó el Festival Internacional de Payasos de Cornellà, del que fue director de 1984 a 1986.
En 1993, fundó y asumió la presidencia  de la ONG Payasos Sin Fronteras, organización con la que ha realizado expediciones junto a otros artistas circenses, a los campos de refugiados y a las zonas en conflicto de Croacia, Serbia, Bosnia, Kosovo, Sahara, Armenia, Chiapas, Sri Lanka, Colombia, Brasil, Cuba, Sierra Leone, Costa de Marfil, Benín, Haití, República Democrática del Congo, Liberia o Etiopía. En 2001, junto a Pepa Plana cofundó el Festival Internacional de Payasas de Andorra.

## Premios y reconocimientos
Entre otros, Poltrona recibió en 1983 el Premio Festival de Clowns de Viena, en 1993, el galardón del Festival International Performance d’Acteur en Cannes y el Premio de la Crítica Teatral de Barcelona de la  temporada 1995-1996. En el 2000, recibió el premio a Mejor compañía de Circo en la III edición de los Premios Max, que reconoce anualmente a los profesionales españoles de las artes escénicas, por su labor artística y por la calidad de sus producciones. En 2012, también recibió la Nariz de Oro del Festival Internacional de Payasos de Cornellá, Memorial Charlie Rivel.
Ha sido reconocido por los Premios FAD Sebastià Gasch en diferentes ediciones: en 1981, el jurado de destacó su labor con el Circ Cric por la consecución de un circo catalán; luego recibió dos Aplaudiment, uno en 1987 y otro en 1997 al Circ Cric "por su esfuerzo en impulsar una compañía estable de artes del circo y por su actividad de investigación dirigida a mantener vivo el espíritu circense"; y en 2001, el Premio de Honor.
Poltrona ha sido galardonado con los mayores reconocimientos artísticos y circenses de España, como el Premio Nacional de Circo de Cataluña en 2005 que otorga la Generalidad de Cataluña, el Premio Nacional de Circo de España 2013 que otorga el Ministerio de Educación, Cultura y Deporte, "por conjugar formas clásicas y modernas a través de proyectos como la ONG Payasos sin fronteras y la compañía Circ Cric", la Medalla de Oro al mérito en las Bellas Artes en 2018, que se otorga a las personas o instituciones que destacan en los diferentes campos de las artes,y en 2022, la Creu de Sant Jordi, que otorga la Generalidad de Cataluña, por su valiosa contribución al mundo del circo.
Adicionalmente, por su labor con Payasos sin Fronteras, recibió entre otros, en 1984, la Medalla al Mérito Cultural Palestino en Gaza.y en 2008, el Premio de la Supreme Master Ching Hai International Association.

### Otros reconocimientos
- 1987 - Finalista I Biennal de Vídeo de Barcelona.
- 1988 - Joanot de Teatre, Barcelona.
- 1988 - Festival de Vídeo de Estavar, Francia.
- 1993 - Festival International Performance d’Acteur, Cannes, Francia, al espectáculo Post-Clàssic.
- 1996 - Memorial Joan XXIII, de la Fundació Víctor Seix de Polemologia y la UNIPAU.
- 1996 - Premio de la Crítica Teatral de Barcelona temporada 95-96, por el espectáculo La Gran Repris del Cric Crac.
- 2000 - Lamiak de Bronce, del Festival Teatro Humor de calle de Leioa.
- 2001 - Premio ARC de la Asociación Profesional de Representantes, Promotores y Managers de Cataluña, por su trayectoria artística y profesional.
- 2001 - Ignasito del IV Encuentro de Payasos, Alzira.
- 2001 - Agradecimiento del Ayuntamiento de Xirivella, en la 8.ª Muestra de Teatro de Payasos.
- 2001 - Reconocimiento de O’conceillo de Silleda, Galicia, en el marco de la 1.ª Semana del Humor.
- 2002 - Premio COPENE de Teatro 2002, Salvador de Bahía, Brasil.
- 2008 - Premio Xammar de Cultura otorgado por Òmnium Cultural.
- 2008 - VII Premio Marta Mata de Pedagogía que concede Rosa Sensat a Circ Cric "por su acción abierta al mundo a través de un arte generador de cultura, una cultura abierta que ayuda a las personas a ser más humanas, aunque sea por unos instantes, sin fronteras entre pequeños y adultos".
- 2010 - Premio Festival Etnosur.
- 2011 - Premio Zirkolika, Barcelona, al Mejor Espectáculo de Circo Cómico.[35]
- 2014 - Premio Zirkolika, Barcelona, al Mejor Espectáculo de Circo en carpa.
- 2020 - Pregonero de las Fiestas de la Merced de Barcelona.[36]

## Obra

### Espectáculos
- 1976: EL CIRC MÉS PETIT DE TOTS
- 1978: GERMANS POLTRONA
- 1981: CIRC CRIC
- 1983: BOGERIES
- 1988: CLOVNI
- 1989: POST-CLÀSSIC
- 1989: LA BANDACLOWNS
- 1990: DENTS BEN NETES
- 1994: JJO, MOSCA
- 1995: CIRC CRAC, LA GRAN REPRIS
- 1996: CIRC CRAC, IN FRAGANTI
- 1997: CIRC CRAC, RUMBAQUETUMBA
- 1997: CIRC CRAC, MIRATGES, MENTIDES I MISTERIS
- 1998: CIRC CRAC, ARRAN
- 1998: LA NIT DE LES MIL LLUNES
- 1999: CIRC CRAC, LES NOCES
- 1999: CIRC CRAC, TOT ESPERANT GODOT
- 1999: CIRC CRAC, UI, ARA…!
- 2000: CIRC CRAC circo itinerante con LA FAMÍLIA CRACONI
- 2001: FA MI RE, en coproducción con el Teatro Nacional de Cataluña
- 2003-2007: CIRC CRIC, circo itinerante
- 2007: CIRC CRIC AL TEATRE LLIURE formando parte de la programación del Teatre Lliure de Barcelona
- 2008-2009: CIRC CRIC al Parc Natural del Montseny
- 2009: CIRC CRIC en el Circo Price de Madrid
- 2009: El Circ Cric se instala nuevamente en el Teatre Lliure con el espectáculo: ELS RACONS DE LA MEMÒRIA, 35 ANYS FENT EL PALLASSO!
- 2010: FESTIVAL CIRC CRIC AL MONTSENY, temporada de primavera
- 2010-2011: GIRA CIRC CRIC por Baleares y Cataluña con ELS RACONS DE LA MEMÒRIA
- 2011: Estreno espectáculo GRIMÈGIES, monólogo de un payaso sobre la muerte, dirigido por Mario Gas
- 2012: GIRA CIRC CRIC por España con ELS RACONS DE LA MEMÒRIA, finalizando en el Festival Grec de Barcelona.
- 2012 FESTIVAL CIRC CRIC AL MONTSENY, temporada primavera.
- 2013: FESTIVAL CIRC CRIC AL MONTSENY. Estreno del espectáculo MAESTRO, SILENCIO!

### Televisión
- 1991: Frekuencia Pirata (TVE 2)

### Discografía
- 1991 - Tortell Poltrona i la Bandaclowns (Picap)